# Тонотосасса (Флорида)
Тонотосасса (англ. Thonotosassa) — статистически обособленная местность, расположенная в округе Хилсборо (штат Флорида, США) с населением в 6091 человек по статистическим данным переписи 2000 года.

## География
По данным Бюро переписи населения США статистически обособленная местность Тонотосасса имеет общую площадь в 46,62 квадратных километров, из которых 43,25 кв. километров занимает земля и 3,37 кв. километров — вода. Площадь водных ресурсов округа составляет 7,23 % от всей его площади.
Статистически обособленная местность Тонотосасса расположена на высоте 10 м над уровнем моря.

## Демография
По данным переписи населения 2000 года в Тонотосассe проживало 6091 человек, 1616 семей, насчитывалось 2178 домашних хозяйств и 2532 жилых дома. Средняя плотность населения составляла около 130,65 человек на один квадратный километр. Расовый состав населённого пункта распределился следующим образом: 90,63 % белых, 4,94 % — чёрных или афроамериканцев, 0,51 % — коренных американцев, 0,38 % — азиатов, 0,03 % — выходцев с тихоокеанских островов, 1,72 % — представителей смешанных рас, 1,79 % — других народностей. Испаноговорящие составили 6,29 % от всех жителей статистически обособленной местности.
Из 2178 домашних хозяйств в 34,9 % воспитывали детей в возрасте до 18 лет, 55,6 % представляли собой совместно проживающие супружеские пары, в 12,2 % семей женщины проживали без мужей, 25,8 % не имели семей. 20,1 % от общего числа семей на момент переписи жили самостоятельно, при этом 8,1 % составили одинокие пожилые люди в возрасте 65 лет и старше. Средний размер домашнего хозяйства составил 2,72 человек, а средний размер семьи — 3,07 человек.
Население статистически обособленной местности по возрастному диапазону по данным переписи 2000 года распределилось следующим образом: 26,7 % — жители младше 18 лет, 7,6 % — между 18 и 24 годами, 28,6 % — от 25 до 44 лет, 23,1 % — от 45 до 64 лет и 14,0 % — в возрасте 65 лет и старше. Средний возраст жителей составил 37 лет. На каждые 100 женщин в Тонотосассe приходилось 99,6 мужчин, при этом на каждые сто женщин 18 лет и старше приходилось 95,4 мужчин также старше 18 лет.
Средний доход на одно домашнее хозяйство статистически обособленной местности составил 43 159 долларов США, а средний доход на одну семью — 44 829 долларов. При этом мужчины имели средний доход в 31 914 долларов США в год против 22 674 доллара среднегодового дохода у женщин. Доход на душу населения статистически обособленной местности составил 43 159 долларов в год. 12,7 % от всего числа семей в населённом пункте и 16,0 % от всей численности населения находилось на момент переписи населения за чертой бедности, при этом 23,2 % из них были моложе 18 лет и 17,4 % — в возрасте 65 лет и старше.